# Sophira decora
Sophira decora är en tvåvingeart som först beskrevs av Hardy 1973.  Sophira decora ingår i släktet Sophira och familjen borrflugor. Inga underarter finns listade i Catalogue of Life.